# 劉宇航
劉宇航（りゅう うこう、刘宇航、2001年7月18日-）は、中国の囲碁棋士。山西省臨汾市侯馬市出身、中国囲棋協会所属、七段。博思軟件杯中国囲棋新秀争覇戦優勝、Mlily夢百合杯世界囲碁オープン戦ベスト4など。

## 経歴
侯馬市にて囲碁を学び、その後2012年から天津の陳瑞道場、2014年から北京の丁烈囲棋道場で学び、2015年からは野狐囲棋道場で腕を磨く。2016年入段。
2017年二段、2018年三段、四段、海克力斯杯新人王戦ベスト4。2019年五段、六段、博思軟件杯新秀争覇戦優勝。2020年西南王戦ベスト4。2024年七段、Mlily夢百合杯世界囲碁オープン戦ベスト4進出。
中国囲碁リーグでは、2017年に乙級リーグに葫芦島チームで出場。2021年からは甲級リーグに北京チームで出場。
中国棋士ランキングでは2023年に33位。

### タイトル歴
- 博思軟件杯中国囲棋新秀争覇戦 2019年

### 他の棋歴
国際棋戦
- Mlily夢百合杯世界囲碁オープン戦 2024年ベスト4

国内棋戦、その他
- 全国智力運動会 2022年男子団体戦3位
- 中国囲碁リーグ
  - 2017年乙級（葫芦島七星囲棋倶楽部）5-3
  - 2018年乙級（雲南）4-4
  - 2019年乙級（南京慕道*億高）5-2
  - 2020年乙級（雲南）
  - 2021年甲級（民生信用卡北京）7-8
  - 2022年甲級（民生信用卡北京）5-7
  - 2023年甲級（民生Visa北京）7-8
  - 2024年甲級（重慶野狐囲棋）

## 注
1. ↑  “2016年中国围棋25位新职业初段全扫描(图)”. 新浪体育. (2016年7月25日).  オリジナルの2020年3月18日時点におけるアーカイブ。 2020年3月18日閲覧。
2. ↑  “围棋大师双人赛山西落幕 江铸久芮乃伟夫妇夺冠”. 新华网. (2015年4月20日).  オリジナルの2020年3月18日時点におけるアーカイブ。 2020年3月18日閲覧。
3. ↑  搜狐「2024年1月中国职业棋手等级分(公示版) 辜梓豪重回榜首柯洁升至第二」2024.2.4